# Stremmen
Stremmen (niedersorbisch Tšumjeń) ist ein Ortsteil der Gemeinde Tauche im Landkreis Oder-Spree in Brandenburg. Stremmen war bis 2003 eine selbständige Gemeinde.

## Geographie
Stremmen liegt auf der Beeskower Platte etwa elf Kilometer südlich der Stadt Beeskow. Umliegende Ortschaften sind Tauche im Norden, Kohlsdorf im Nordosten, Ranzig im Osten, Sabrodt im Süden, Briescht im Südwesten sowie Giesensdorf im Westen. Die Gemarkung ist fast ausschließlich landwirtschaftlich genutzt und hat nur sehr wenige und sehr kleine Waldungen. Der höchste Punkt der Gemarkung befindet sich nordöstlich des Ortskerns mit knapp 58 m ü. NHN, der tiefste Punkt ist das Briescht-Stremmener Fließ mit 44 m ü. NHN. Es bildet im Westen der Gemarkung eine weite Niederungsfläche, die mit zahlreichen Entwässerungsgräben durchzogen ist.
Der Ort ist von Ranzig und von Tauche aus über Kreisstraßen zu erreichen. Etwa zwei Kilometer östlich des Ortes verläuft die B 87 von Beeskow durch den Nachbarort Ranzig hindurch nach Lübben. Zu Stremmen gehörte vor dem Zweiten Weltkrieg der Wohnplatz Hungriger Wolf (Lage:). Wann er verschwunden ist, ist (noch) nicht bekannt.

## Geschichte
Stremmen wurde erstmals in den Meißner Bistumsartikeln aus dem Jahr 1346 urkundlich erwähnt, damals schon unter dem heute bekannten Namen. Die Urkunde selber stammt zwar erst von 1495 basiert jedoch auf einer älteren Urkunde von 1346. Der Name ist nach Wauer nur unsicher zu deuten. Sie bietet zwei Möglichkeiten an, von einer Grundform *Strumen = Siedlung an einem Bach zu altsorbisch (aso.) *strumen = Bach. Allerdings ist bei dieser Erklärung der Wechsel von u zu e nur schwer zu erklären. Nach der zweiten Erklärung wäre auch eine Herleitung von aso.*strьmen = Sumpf möglich. Nach der Dorfstruktur wird es als Straßendorf mit Gut charakterisiert.

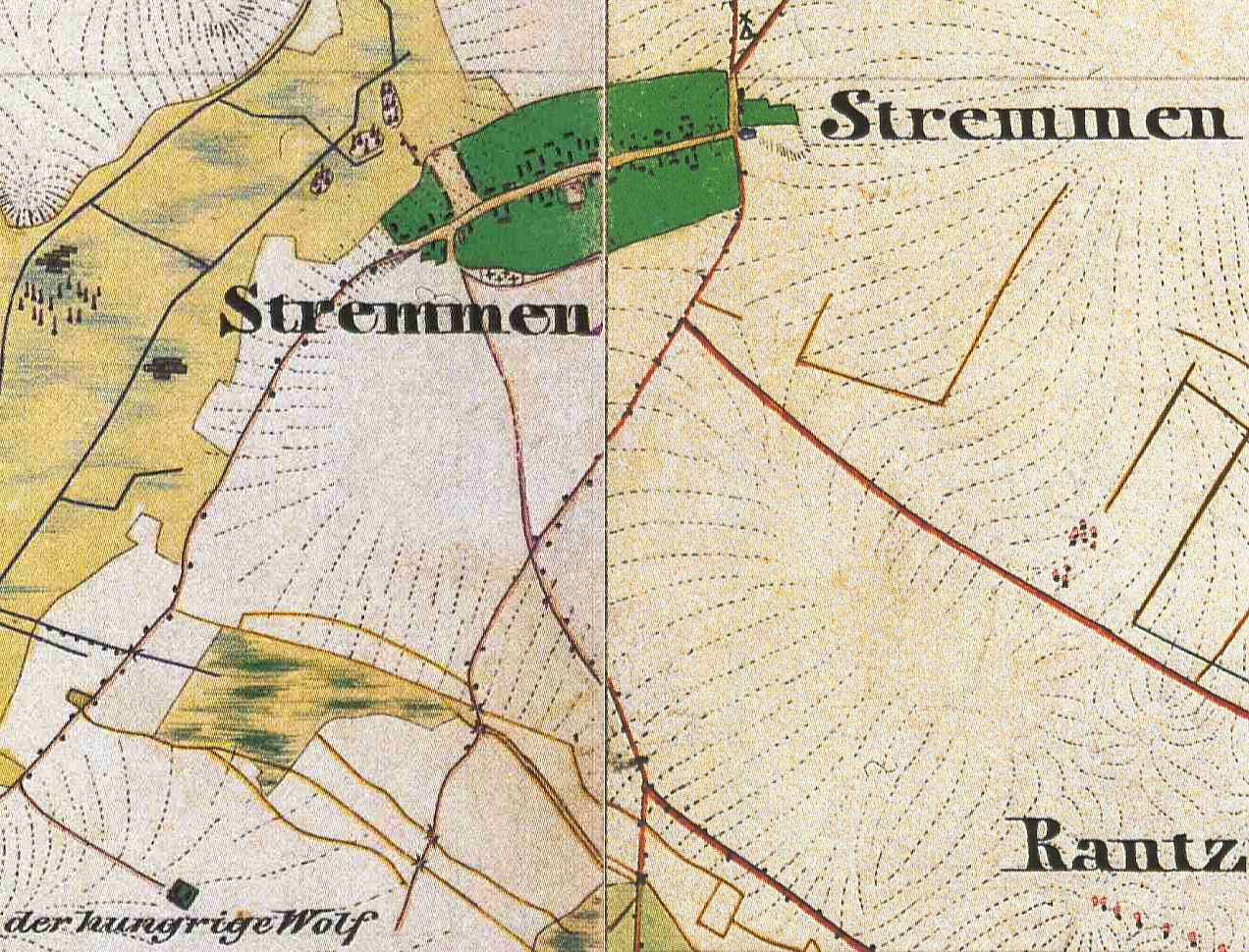
Stremmen auf den Urmesstischblätter 3850 Kossenblatt und 3851 Beeskow (kombiniert) von 1846.

### Besitzgeschichte
1425 überfiel Hans von Bieberstein der Jüngere zu Beeskow und Storkow zusammen mit Heinrich von Luckow zu Stremmen (Henrich Luckowen zcu Stremmen gesessin), Heidenreich von Czertwitz zu Kossenblatt und Botho Große zu Krügersdorf die Stadt Beeskow und erzwang von den Ratmannen den Huldigungseid.
In einer Lehnurkunde 8. Juni 1441 ausgestellt von Kurfürst Friedrich II. für Cuno, Friedrich und Hans Golitz über 31 Hufen Land in Quilitz (jetzt Neuhardenberg), wird auch der Vorbesitzer der 31 Hufen genannt, ein Heinrich von Hohendorff, der sich in Stremmen niedergelassen hatte (Heinrich hondorffe, itzund zu stremme gesessen).
Amt 8. Februar 1456 entschied Matthias Neuburger, Hauptmann zu Beeskow, einen Grenzstreit zwischen der Stadt Beeskow und Hans von Schlabrendorf zu Stremmen (hanns Slaberndorff, zu Stremmyn gesessin) wegen der Grenzen zwischen dessen Dorf Kohlsdorf und der Stadt Beeskow.
Am 16. Februar 1460 verglich sich Wenzel von Bieberstein mit den Gebrüdern von Schlabrendorf zu Stremmen wegen des Dorfes Kohlsdorf.
Am 17. April 1463 verkaufte Hans von Schlabrendorf zu Stremmen das Dorf Rauen, Güter in Selchow und Buckow sowie zwei Seen an Wenzel von Bieberstein zu Sorau (heute Żary) und Beeskow.
Am 27. März 1468 stellten Henning von Bardeleben und seine Frau Barbara zu (Groß) Rietz, Hans Lawald zu Stremmen (Hans Lehinwalde zcu Stremmen) und Caspar Kuch(el)meister zu Beeskow eine Schuldverschreibung über ein Darlehen in Höhe von sechs Schock Meißnerischer Groschen aus, das sie vom Rat der Stadt Beeskow und vom Altar des Hlg. Valentin in Beeskow erhalten hatten. Sie mussten dafür einen jährlichen Zins in Höhe von 36 Groschen entrichten.
Nach Siegmund Wilhelm Wohlbrück saß 1485 ein Hans von Maltitz zu Stremmen, 1497 ein Hans von Bennewitz. Für 1508 nennt er die Brüder Hans und Nickel von Bennewitz zu Stremmen. Die Nennungen konnten bisher nicht anhand von Urkunden bestätigt werden.
1508 machte sich Jobst von Schapelow in Stremmen ansässig. Er hatte die beiden Söhne Ludewig und Georg, die 1544 zu Stremmen genannt sind. Jobst Schapelow starb 1517. 1518 musste das Rittergut Stremmen ein Pferd als Ritterdienst stellen.
Ludwig und Georg von Schapelow zu Trebatsch und Stremmen sowie Georg von Köckritz von Guben, Reinhard von Luckowin waren Lehnzeugen, als Landvogt Albrecht von Schlick Graf von Passaun (Landvogt von 1540–1544) am 15. März 1544 die Brüder Otto und Ernst von Knobloch mit einem Drittel Mittweide und einem Drittel Skuhlen belehnte.
Am 6. September (Sonntag nach Aegidii) 1553 wurden die Brüder Ludwig und Georg v. Schapelow von Bischof Johann VIII. von Lebus mit Stremmen belehnt. Ludwig von Schapelow hatte vier Söhne, aus erster Ehe mit einer NN. den Sohn Hans († 1576 auf Groß Mehßow), aus der zweiten Ehe mit einer NN. von Schönfeld die Söhne Valten († 1591), Jacob († 1609) und Jobst (verheiratet mit Anna von der Zauche, Tochter des Christoph von der Zauche auf Lamsfeld) sowie vier Töchter, von denen Anna mit Christoph von Birkholz auf Markgrafpieske verheiratet war und Agnes mit NN. von Bernheim. Sie wurde die Mutter des Friedrich von Bernheim auf Saßleben. Die zwei anderen Töchter sind namentlich nicht bekannt. Um 1560 saß schon Jobst von Schapelow, der Sohn des Ludwig von Schapelow auf Stremmen.
Schon 1572 kauften die von Schapelows das Gut des Lehnmann mit fünf Hufen und ein Bauerngut mit drei Hufen in Stremmen auf und bildeten daraus einen neuen Rittersitz. Am 17. März 1578 erhielten die Brüder Valten, Jacob und Jost von Schapelow sowie ihr minderjähriger Neffe Georg, Sohn ihres bereits verstorbenen Bruders Hans auf Stremmen und Trebatsch den Lehnbrief über zwei Bauern und einen wüsten Hof in Skuhlen, ein Drittel der Ober- und Niedergerichte in Skuhlen, die Fischereigerechtigkeit auf dem Schwielochsee sowie ein Drittel des Zoll zu Mittweide. Jacob von Scaplo hatte seinen Sitz in Trebatsch. Bei der Musterung der Ritterpferde 1583 stellte er zusammen mit Otto von Knobloch und Hanß von Minckwitz zwei Ritterpferde für das Gut Trebatsch. Valtin und Jobst Gebruder die v. Scaplow zu Stremmen mussten ein Ritterpferd stellen. Das Urteil der Musterungskommission lautete: seind wolgerustet gewesen. Noch um 1600 besaßen Valten, Jacob und Jost von Schapelow Stremmen und Trebatsch. Um 1600 saß ein Johann von Hobegk auf Sarkow. Er war mit einer Tochter des Jobst von Schapelow und der Anna von der Zauche auf Stremmen verheiratet.
Ein Nickel von Schapelow verkaufte am 8./18. Februar 1620 das Gut Stremmen an Joachim Friedrich von Schapelow aus dem Hause Quilitz. Den Konsens dazu erhielt er am 20./30. März 1620. Er war sicher ein Sohn von einem der drei Brüder Schapelow. Nach dem Tod des Joachim Friedrich von Schapelow aus dem Hause Quilitz fiel Stremmen 1623 an die Kreditoren. Nach Ledebur soll Stremmen 1645 im Besitz der von Pfuel gewesen sein.
Am 8./18. Juli 1661 verkauften der Leutnant Hans Idel und sein Vetter Christian von Schapelow ihre Anteile an Gusow und Platkow für 3.500 Taler, und wiederkäuflich auf 80 Jahre an den brandenburgischen Feldmarschall Georg von Derfflinger. Außerdem erhielt die Frau von Hans Idel 100 Taler zum Gedächtnis, was immer das bedeuten mochte. Mit diesem Geld und mit einem Teil der von seiner Frau Ursula Sabina von Burgsdorf in die Ehe eingebrachten 3.000 Taler kaufte er das Gut Stremmen im Kammergericht sub hasta für 5.000 Taler. Anscheinend hatte er das Gut zunächst nur in Arrende (Pacht) bevor es ihm am 4./14. Dezember 1663 erblich überlassen wurde. Hans Idel und seine Frau Ursula Sabina von Burgsdorf hatte zwei Söhne und fünf Töchter. Einer der beiden Söhne starb jung, der andere war der Hauptmann Jobst Ehrentreich. Am 6. April 1682 heiratete Jobst Ehrentreich von Schapelow auf Stremmen Barbara Sophia von Schlieben, die Tochter des Caspar Loths von Schlieben auf Reicherskreuz und der Barbara Dorothea von Löben. Die Ehe blieb kinderlos und Barbara Sophia starb vor 1687. 1687 hatte er einem Grenzstreit mit dem von Krummensee zu Giesensdorf, den schließlich am 1. Oktober kurfürstlich-brandenburgische Kommissarien entscheiden mussten. Jobst Ehrentreich heiratete dann am 27. September 1687 in zweiter Ehe Eva Maria von der Dahme, Tochter des Siegmund Seyfrieds von der Dahme, Fürstlich-Sächsischer Konsistorialrat und Landesältester auf Zieckau. Sie brachte 1000 Taler Ehegeld mit in die Ehe. Auch diese Ehe blieb kinderlos. Das Gut war mit 9.350 Talern hoch verschuldet, und um seinen Schwestern eine gute materielle Ausstattung zu verschaffen, wollte Jobst Ehrentreich das Gut verkaufen. 1708 taxierte eine Kommission den Wert des Gutes auf 14.626 Taler. Am 1. November 1710 verkaufte Jobst von Schapelow das Gut Stremmen schließlich für 14 000 Taler an Otto von Wagenschütz. 1725 kaufte Adolf Friedrich v. Beerfelde das Gut Stremmen.
Bereits am 15. März 1737 hatte der damalige brandenburgische Kurfürst und König in Preußen Friedrich Wilhelm I. die kleine Gutsherrschaft Trebatsch mit dem dortigen Vorwerk und den Dörfern Sabrodt und Sawall um 60.000 Taler von dem Kapitän Johann Friedrich v. Weißenfels gekauft. Er bildete daraus das Amt Trebatsch. Am 28. April 1738 kaufte er den Ort Falkenberg für 18.000 Taler von Eberhard Wilhelm von Hohnstedt (auch Hohenstedt) und gliederte ihn ebenfalls in das Amt Trebatsch ein. Und schließlich kaufte er am 9. Juni 1738 für 21.000 Taler von Deichhauptmann und Hofrat Adolf Friedrich v. Beerfelde auf Kossow das Dorf Stremmen und gliederte es in das Amt Trebatsch ein. Das Amt Trebatsch war eines der 14 Ämter der königlich-preußischen Herrschaft Königs Wusterhausen. Zur Verwaltung des Amtes wurde nun ein Amtmann eingesetzt.
Von 1738 bis 1872 verblieb Stremmen beim Amt Trebatsch, das Amt Trebatsch wurde in der Kreisreform von 1872/74 in Preußen aufgelöst, das Gut in Stremmen blieb jedoch Königliche Domäne und später Staatsdomäne bis 1945. Nach Berghaus maß das Vorwerks in Stremmen (einschl. der Schäferei Hungriger Wolf) 1679,165 Morgen, davon 4,131 Morgen Hoffläche, 10,12 Morgen Garten, 1483,66 Morgen Acker, 131,86 Morgen Wiesen und 50 Morgen Hutung.
1879 gibt Ellerholz die Größe des Vorwerks in Stremmen mit 482,98 ha an, davon entfielen 372,14 ha auf Ackerland, 32,95 ha auf Wiesen, 15,11 ha auf Hutung und 61,78 ha auf Wald. Der Grundsteuerreintrag belief sich auf 4.371 Mark. 1884 kam Louis Marsch (* 1849; † 1919) als Pächter der königlichen Domäne nach Stremmen. Er war mit Elisabeth geb. Wilke (* 1865; † 1947), verheiratet. 1885 ist im  Handbuch des Grundbesitzes im Deutschen Reiche als Besitzer der Domäne nur der Königliche Hausfideikommiss eingetragen. Als Besonderheit vermerkt das Handbuch eine Dampfstärkefabrik. Der Grabstein für das Ehepaar Marsch befindet sich noch heute auf dem ehemaligen Friedhof um die Dorfkirche Stremmen. 1903 gibt das Handbuch unter industrielle Anlagen eine Brennerei an. 1905 wurde das Domänengebäude neu errichtet. 1919 starb Louis Marsch und zunächst übernahm Elisabeth Marsch die Domäne. 1921 wird sie als Pächterin im Handbuch des Grundbesitzes verzeichnet. Der Tierbestand wird mit 26 Pferden, 95 Stück Rindvieh, 19 Schweinen und 370 Schafen angegeben. Ab 1923 ist dann Günther Marsch Amtspächter auf der Domäne Stremmen. Nach dem Einmarsch der Roten Armee wurde Günther Marsch in das Internierungslager Ketschendorf gebracht, wo er starb. In der Bodenreform von 1946 wurde das ehemalige Rittergut und spätere Staatsdomäne aufgeteilt.

### Pächter und Administratoren der Domäne Stremmen (nach der Auflösung des Amtes Trebatsch)
- 1874 Administrator Meyer[34]
- 1879 Marsch[27]
- 1885 Louis Arthur Hugo Weiss, Oberamtmann.
- (1884) 1885–1919 Louis Marsch, Oberamtmann, Pächter[35][36][28]
- 1911 Günther Marsch, Königlicher Amtsrat?
- 1921 Frau Amtsrätin E. Marsch[32]
- 1923–1945 Günther Marsch, Pächter[33][28]

### Dorfgeschichte
Das Historische Ortslexikon nennt schon für 1453 eine Windmühle in Stremmen. Auch Wohlbrück verzeichnet für 1553 eine Windmühlenstätte bei Stremmen. Es dürfte sich dabei um den Windmühlenstandort nordöstlich des Ortskerns handeln, der bereits in der Schmettauschen Karte von 1867/87 eingezeichnet ist. Das genauere Urmesstischblatt und die späteren Topographischen Karten 1:25.000 zeichnen die Windmühle in die Gabelung der Taucher Chaussee mit der Kohlsdorfer Straße (Lage:).
1572 wurde das Bauerngut des Lehnmannes mit fünf Hufen und ein Bauerngut mit drei Hufen von der Herrschaft aufgekauft und bildeten daraus einen neuen zweiten Rittersitz.
1576 wohnten noch sechs Bauern, 12 Kossäten (zwei Stellen waren unbesetzt) und vier Häusler in Stremmen. Im Jahr 1600 gab es auf der Feldmark des Dorfes 14 Ritterhufen, 24 Bauernhufen und zwei Pfarrhufen. Die Zahl der Bauern ist nicht genannt (vermutlich sechs), dafür 12 Kossäten, ein Müller, ein Schäfer, ein Hirte und ein Schmied. 1652 waren alle sechs Vierhufenhöfe wüst. Die Äcker wurden vom Rittergut bewirtschaftet. Auf zwei Hofstätten saßen Kossäten. Insgesamt gab es 14 Kossätenstellen, sechs waren nicht besitzen und zwei Kossäten wohnten in Bauernhöfen. Insgesamt gab es also 24 Bauernhufen, Ritterhufen sind nicht genannt. 1692 waren die Bauernhöfe immer noch nicht mit Bauern besetzt. Die Bauernhufen wurden immer noch durch das Rittergut beackert und genutzt. Immerhin waren wieder 12 Kossäten im Dorf ansässig, darunter war auch der Schulze und der Schmied. Im Dorf wohnten außerdem ein Schäfer und ein Hirte. Vermutlich hatte Stremmen noch weitere Einwohner, denn eher beiläufig wird noch erwähnt, dass auf den Bauernhöfen Büdner saßen. Die Windmühle war noch immer nicht wieder aufgebaut. Zur Pfarre gehörten zwei Pfarrhufen. Da die Ritterhufen und die Bauernhufen im Gemenge lagen, d. h. jeweils gleich viele Äcker in den drei Feldern wurde die Aussaat pro Hufe angegeben. Auf die Hufen wurde 6 Wispel 18 Scheffel Wintersaat und 3 Wispel 9 Scheffel Sommersaat. Die Kossäten brachten 3 Scheffel Wintersaat und 1½ Scheffel Sommersaat aus. Die Bodenqualität war nur mittelmäßig und auf den Feldern wurde das 3. Korn (= das Dreifache der Aussaat) geerntet. Je Bauernhufe wurden 5 Fuder Heu eingebracht, je Kossätenland 3 Fuder. Stremmen hatte nur mittelmäßig Hütung und kein eigenes Holz. Auch hatten die Einwohner von Stremmen weder Rohrung (zum Dächer decken) noch Fischerei. Sie konnten auch keine Schafe halten.
1727 wurde auf 36 Hufen 6 Wispel 3 Scheffel und 1½ Metzen Wintersaat ausgebracht. Für 1745 wird genannt, ein Vorwerk des Amtes Trebatsch (das frühere Rittergut), eine Schäferei, ein Hammelstall mit noch einem Vorwerk (Hungriger Wolf), und eine Windmühle mit einem Gang. Im Dorf wohnten elf Kossätenfamilien und vermutlich auch Büdner. 1775 war die Sozialstruktur: elf Kossäten, zwölf Büdner und andere, sicher gehörte hier auch der Müller dazu. Büsching reduziert die Beschreibung auf das Dorf, das Vorwerk, die Schäferei und die Windmühle.
1801 wohnten in Stremmen 12 Ganzkossäten, drei Büdner, drei Einlieger, ein Schiffer und ein Schäfer. Es gab nun auch einen Krug (oder Schankwirtschaft), außerdem die Windmühle. Insgesamt wurden im Dorf 24 Feuerstellen gezählt. 1809 wird auch erstmals eine Schule erwähnt.
1813/1814 wurde in den Gemeinden Falkenberg, Sabrodt, Sawall, Stremmen, Tauche, Vorwerk Trebatsch und Trebatsch die Abgabe von Naturalien in Geld abgelöst.
1834 wurde das Erbpachtrecht der Schankwirtschaft in Stremmen, das auf 250 Reichstaler und 10 Groschen taxiert wurde zum öffentlichen Verkauf gebracht. Das Wirtsehepaar Brummack hatte sich getrennt. 1837 gab es 27 Wohnhäuser im Dorf. 1840 fand in Stremmen die Separation und die Abgabenablösung statt. 1846 wurde von Gottlieb Nesener eine Ölschlägerei in Stremmen betrieben. Das Halbkossätengut mit Einschluss der Oelschlags-Geräthschaften wurde in diesem Jahr von den Erben des Gottlieb Nesener verkauft; das Gut wurde auf 500 Taler abgeschätzt.
1858 hatte der Gemeindebezirk drei öffentliche Gebäude, 23 Wohngebäude und 64 Wirtschaftsgebäude, darunter auch eine (Wind-)Getreidemühle. Im Gutsbezirk standen drei Wohngebäude und 12 Wirtschaftsgebäude (ohne dem Wohnplatz Hungriger Wolf).

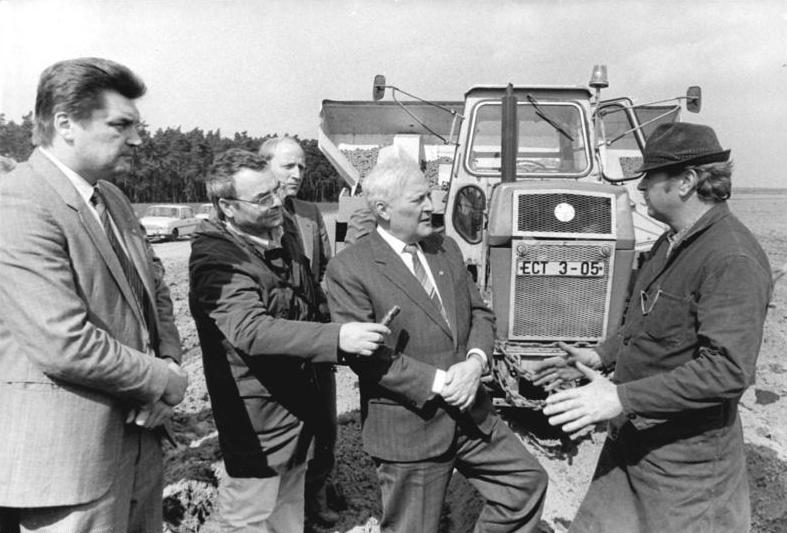
Werner Felfe besucht die LPG Stremmen-Ranzig (13. April 1988)

Die Bahnstrecke Falkenberg–Beeskow wurde bis 1901 gebaut und führte westlich an der Gemarkung vorbei, z. T. verlief sie auf der Gemarkungsgrenze. Nächster Haltepunkt war der Haltepunkt Tauche, ca. 1,3 km nordwestlich des Ortskerns gelegen. 1996 wurde die Strecke stillgelegt und abgebaut. Im Jahr 1900 gehörten 25 Häuser zum Gemeindebezirk und vier Häuser zum Gutsbezirk. 1931 war die Zahl der Wohnhäuser auf 34 angewachsen. 1939 gab es im Dorf einen landwirtschaftlichen Großbetrieb mit über 100 ha, vier Betriebe mit 20 bis 100 ha, elf Betriebe mit 10 bis 20 ha, acht mit 5 bis 10 ha und einen Kleinstbetrieb mit 0,5 bis 5 ha. Mit der Bodenreform nach dem Zweiten Weltkrieg wurde 1946 das Gut mit 359 ha aufgeteilt. 29 Landarbeiter und landlose Bauern erhielten insgesamt 135,5 ha, sechs landarme Bauern erhielt 5 ha, 46 Neusiedler wurden 209 ha zugeteilt und dem Ausschuss für gegenseitige Bauernhilfe 9,5 ha. 1957 bildete sich die erste LPG Typ I mit vier Betrieben, neun Mitgliedern und 19 ha landwirtschaftlicher Nutzfläche. Sie wurde 1960 in eine LPG Typ III umgewandelt. Bis 1960 hatte sich eine weitere LPG Typ I mit 42 Mitgliedern gebildet, in der 21 Betriebe mit 175 ha landwirtschaftliche Nutzfläche. Eine weitere LPG vom Typ II mit sieben Betrieben und 15 Mitgliedern bewirtschaftete 61 ha. Sie wandelte sich 1960 in eine LPG Typ III um. Die erste LPG Typ III hatte inzwischen 34 Betriebe, 69 Mitglieder und bewirtschaftete 352 ha Land. Erst 1971 schlossen sich die beiden LPG's Typ III in Stremmen zusammen. 1974 erfolgte der Zusammenschluss der LPG Typ I Stremmen, der LPG Typ III Stremmen mit der LPG Typ III Ranzig.
1950 Brennerei
| Bevölkerungsentwicklung von 1774 bis 2000 | Bevölkerungsentwicklung von 1774 bis 2000 | Bevölkerungsentwicklung von 1774 bis 2000 | Bevölkerungsentwicklung von 1774 bis 2000 | Bevölkerungsentwicklung von 1774 bis 2000 | Bevölkerungsentwicklung von 1774 bis 2000 | Bevölkerungsentwicklung von 1774 bis 2000 | Bevölkerungsentwicklung von 1774 bis 2000 | Bevölkerungsentwicklung von 1774 bis 2000 | Bevölkerungsentwicklung von 1774 bis 2000 | Bevölkerungsentwicklung von 1774 bis 2000 | Bevölkerungsentwicklung von 1774 bis 2000 | Bevölkerungsentwicklung von 1774 bis 2000 | Bevölkerungsentwicklung von 1774 bis 2000 | Bevölkerungsentwicklung von 1774 bis 2000 | Bevölkerungsentwicklung von 1774 bis 2000 | Bevölkerungsentwicklung von 1774 bis 2000 | Bevölkerungsentwicklung von 1774 bis 2000 |
| ----------------------------------------- | ----------------------------------------- | ----------------------------------------- | ----------------------------------------- | ----------------------------------------- | ----------------------------------------- | ----------------------------------------- | ----------------------------------------- | ----------------------------------------- | ----------------------------------------- | ----------------------------------------- | ----------------------------------------- | ----------------------------------------- | ----------------------------------------- | ----------------------------------------- | ----------------------------------------- | ----------------------------------------- | ----------------------------------------- |
| Jahr                                      | 1774                                      | 1801                                      | 1818                                      | 1837                                      | 1858                                      | 1875                                      | 1890                                      | 1910                                      | 1925                                      | 1939                                      | 1946                                      | 1950                                      | 1964                                      | 1971                                      | 1981                                      | 1991                                      | 2002                                      |
| Einwohner                                 | 112                                       | 145                                       | 173                                       | 256                                       | 247                                       | 243                                       | 231                                       | 234                                       | 277                                       | 254                                       | 389                                       | 450                                       | 303                                       | 326                                       | 278                                       | 266                                       | 229                                       |

## Politische und kommunale Zugehörigkeit
Stremmen war im Spätmittelalter Teil der niederlausitzischen Herrschaft Beeskow, die 1518 als Pfand an den Bischof von Lebus kam, 1556 wurde das Pfand an den brandenburgischen (Mit-)Kurfürsten Johann von Küstrin weiter gereicht, der 1571 starb. Die Herrschaft Beeskow (und ebenfalls die Herrschaft Storkow) kam 1575/6 de facto an Brandenburg, blieben jedoch de jure bis 1742 ein Lehen der böhmischen Krone. Aus den beiden Herrschaften Beeskow und Storkow bildete sich im 17. und 18. Jahrhundert der Beeskow-Storkowische Kreis heraus, der 1815 aufgelöst wurde. Das Gebiet der ehemaligen Herrschaft Beeskow wurde an den Kreis Lübben angeschlossen, das Gebiet der ehemaligen Herrschaft Storkow wurde mit dem Teltowischen Kreis zum Kreis Teltow-Storkow vereinigt. 1835 wurde die Teilung der beiden Herrschaften rückgängig gemacht und es entstand der neue Kreis Beeskow-Storkow, der im Wesentlichen die alten Herrschaften Beeskow und Storkow umfasste. 1849 wurde die Gerichtsbarkeit vom Land- und Stadtgericht Beeskow auf das Kreisgericht Beeskow übertragen; es entstanden der Gemeinde- und der Gutsbezirk. Der Gemeindebezirk hatte 1858 1441 Morgen, davon 5 Morgen Gehöfte, 67 Morgen Gartenland, 972 Morgen Ackerland, 104 Morgen Wiese und 293 Morgen Weide. Der Gutsbezirk hatte 1684 Morgen, davon 5 Morgen Gehöfte, 10 Morgen Gartenland, 1483 Morgen Ackerland, 131 Morgen Wiese und 55 Morgen Weide. Die entsprechenden Zahlen für das Jahr 1900: Gemeindebezirk 276 ha, Gutsbezirk 450 ha.
Mit der Kreisreform von 1872/74 wurden Amtsbezirke geschaffen. Stremmen bildete zusammen mit Trebatsch (mit Rocher), Sawall, Sabrodt, Ranzig und Trebatsch den Amtsbezirk 20 Trebatsch im Kreis Beeskow-Storkow. Amtsvorsteher war Oberamtmann Korth in Trebatsch, Stellvertreter der Gutsbesitzer Otto auf Glowe. Erst 1928 wurden Gemeinde- und Gutsbezirk vereinigt. 1939 wird als Wohnplatz der Gemeinde die Einzelsiedlung Hungriger Wolf angegeben.
In einer ersten Kreisreform 1950 in der damaligen DDR wurde der Kreis Beeskow-Storkow erneut aufgelöst und zum größeren Teil dem Kreis Fürstenwalde und zum kleineren Teil dem Kreis Lübben zugewiesen. Stremmen kam für zwei Jahre zum Kreis Lübben, Bereits 1952 wurde diese Kreiseinteilung zum größten Teil wieder rückgängig gemacht und der neue Kreis Beeskow im Bezirk Frankfurt (Oder) gebildet. Stremmen wurde nun diesem Kreis zugeordnet.
Nach der Wende wurde der Kreis Beeskow 1990 noch in Landkreis Beeskow umbenannt. 1992 schloss sich Stremmen mit sieben weiteren Gemeinden zum Amt Tauche/Trebatsch zusammen, das 1994 in Amt Tauche umbenannt wurde. Vier weitere Gemeinden waren dem Amt Tauche/Trebatsch per Ministerbeschluss zugewiesen worden. 2001 schlossen sich elf der amtsangehörigen Gemeinden zur neuen Gemeinde Tauche zusammen. Stremmen wurde als letzte Gemeinde der neuen (Groß-)Gemeinde Tauche zum 26. Oktober 2003 per Gesetz eingegliedert, und das Amt Tauche aufgelöst. Seither ist Stremmen ein Ortsteil der Gemeinde Tauche, Im Ortsteil Stremmen wird ein Ortsbeirat bestehend aus drei Mitgliedern gewählt, die wiederum aus ihrer Mitte für die Dauer einer Wahlperiode den Ortsvorsteher wählt. Ortsvorsteher für Stremmen ist derzeit (2018) Maik Michaelis.

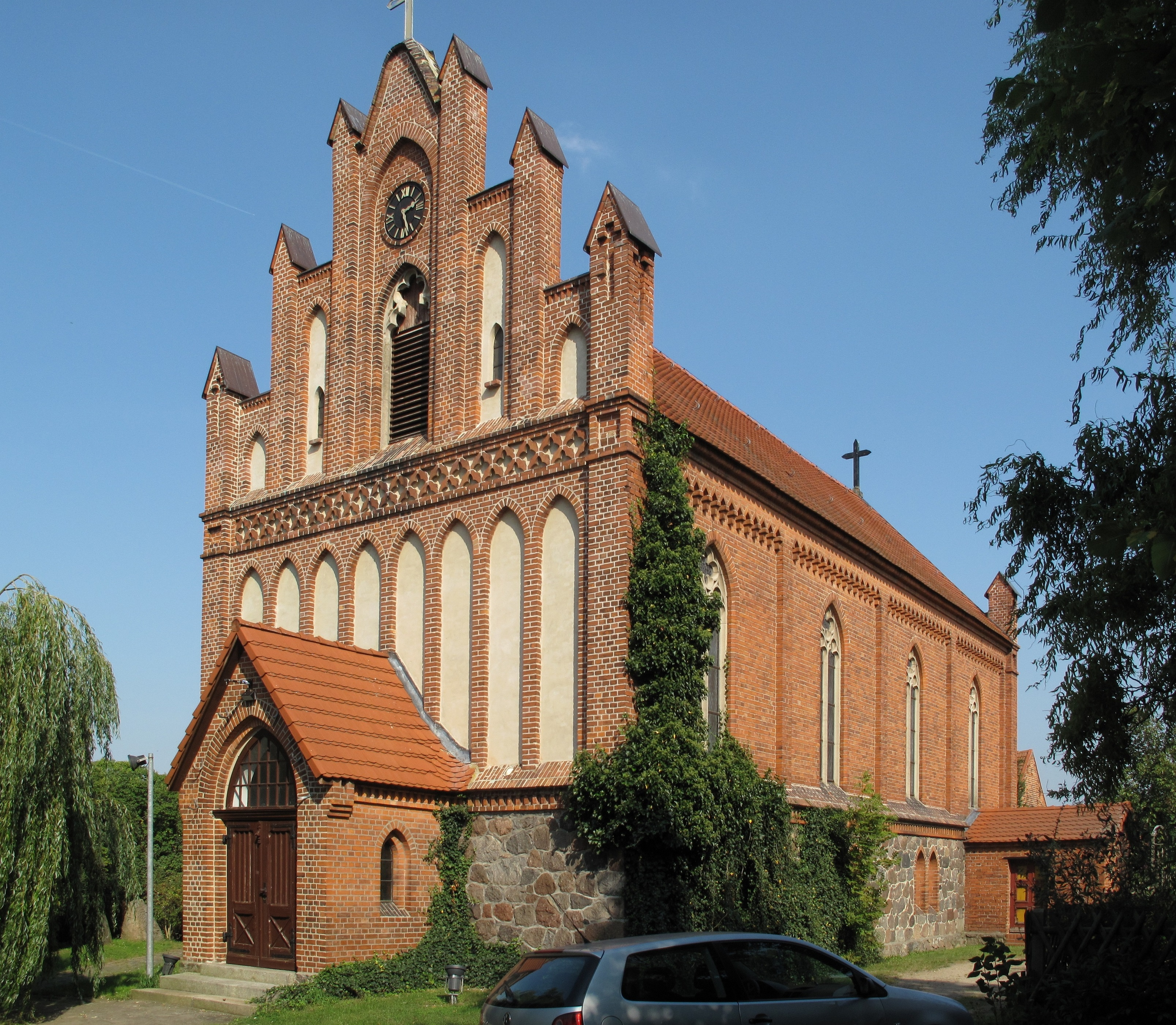
Dorfkirche Stremmen

## Kirchliche Zugehörigkeit
Stremmen war 1346 bzw. 1495 Kirchdorf in der Sedes Beeskow. 1508 wird ein Pfarrer zu Stremmen genannt. Vor 1778 war Stremmen Mutterkirche, ab 1778 Tochterkirche von Tauche. Das Patronat hatten um 1600 die von Schapelow bzw. die Gutsherrschaft, ab 1738 das Amt Trebatsch bzw. der Fiskus. 1600 und 1692 gehörten zur Pfarre zwei Pfarrhufen. 1600 und 1897 war Ranzig nach Stremmen eingekircht. Stremmen gehörte heute zur Evangelischen Kirchengemeinde Tauche der Evangelischen Kirche Berlin-Brandenburg-schlesische Oberlausitz.

## Denkmale und Sehenswürdigkeiten
Die Denkmalliste des Landes Brandenburg für den Landkreis Oder-Spree verzeichnet nur ein Boden- und ein Baudenkmal.
- Bodendenkmal (Nr.90784) Flur 1: der Dorfkern aus der Neuzeit, der Dorfkern aus dem deutschen Mittelalter
- Baudenkmal (Nr.09115005) Stremmener Dorfstraße: Dorfkirche Stremmen. Der neugotische Saalbau aus Backstein auf einem Feldsteinsockel wurde 1883 auf einem Vorgängerbau errichtet.

## Vereine
Stremmen hat zwei aktive Vereine, die Freiwillige Feuerwehr Stremmen und den Sportverein „Stremmener Löwen“.